# Cerkiew św. Mikołaja w Kośnej

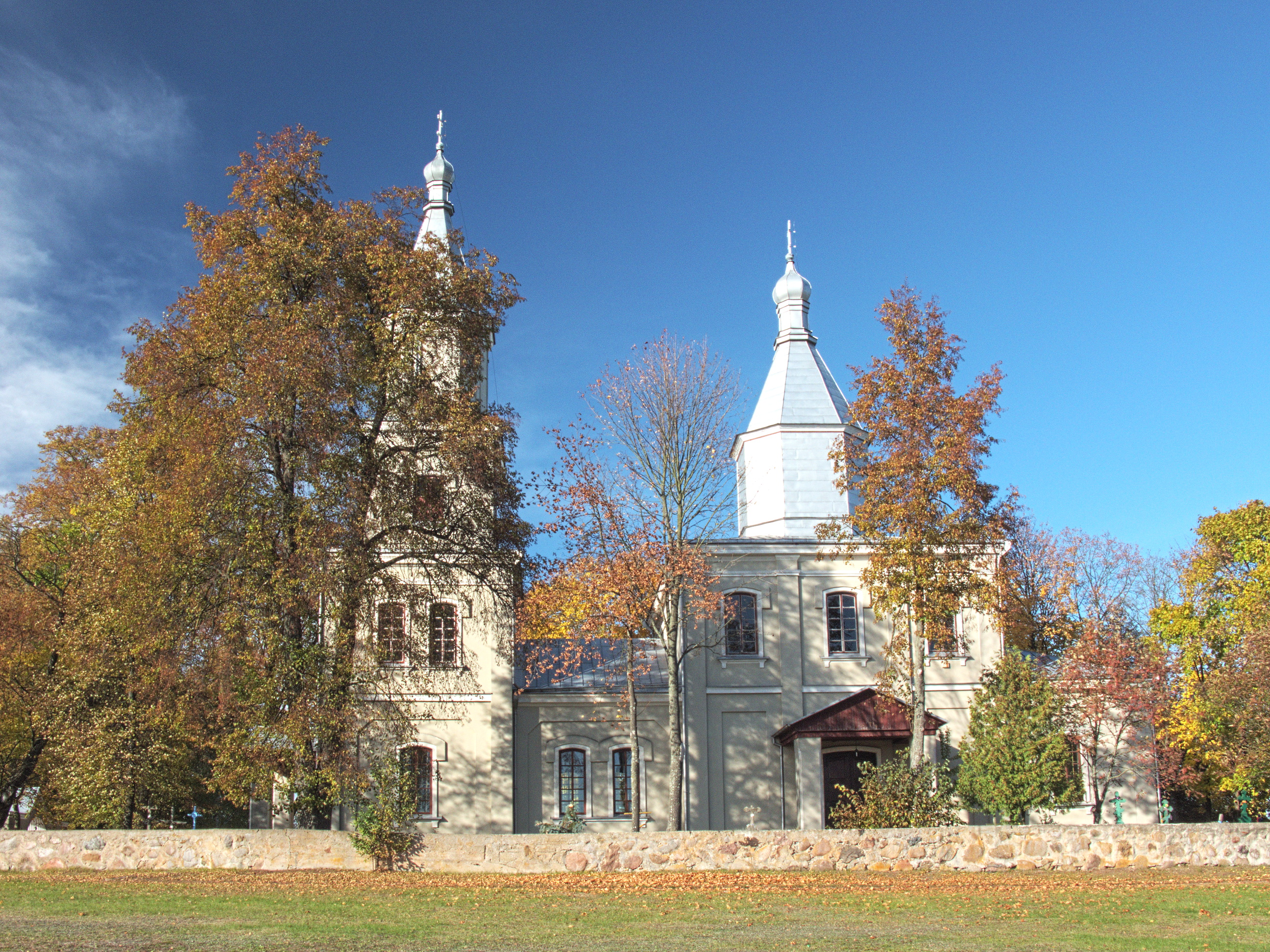

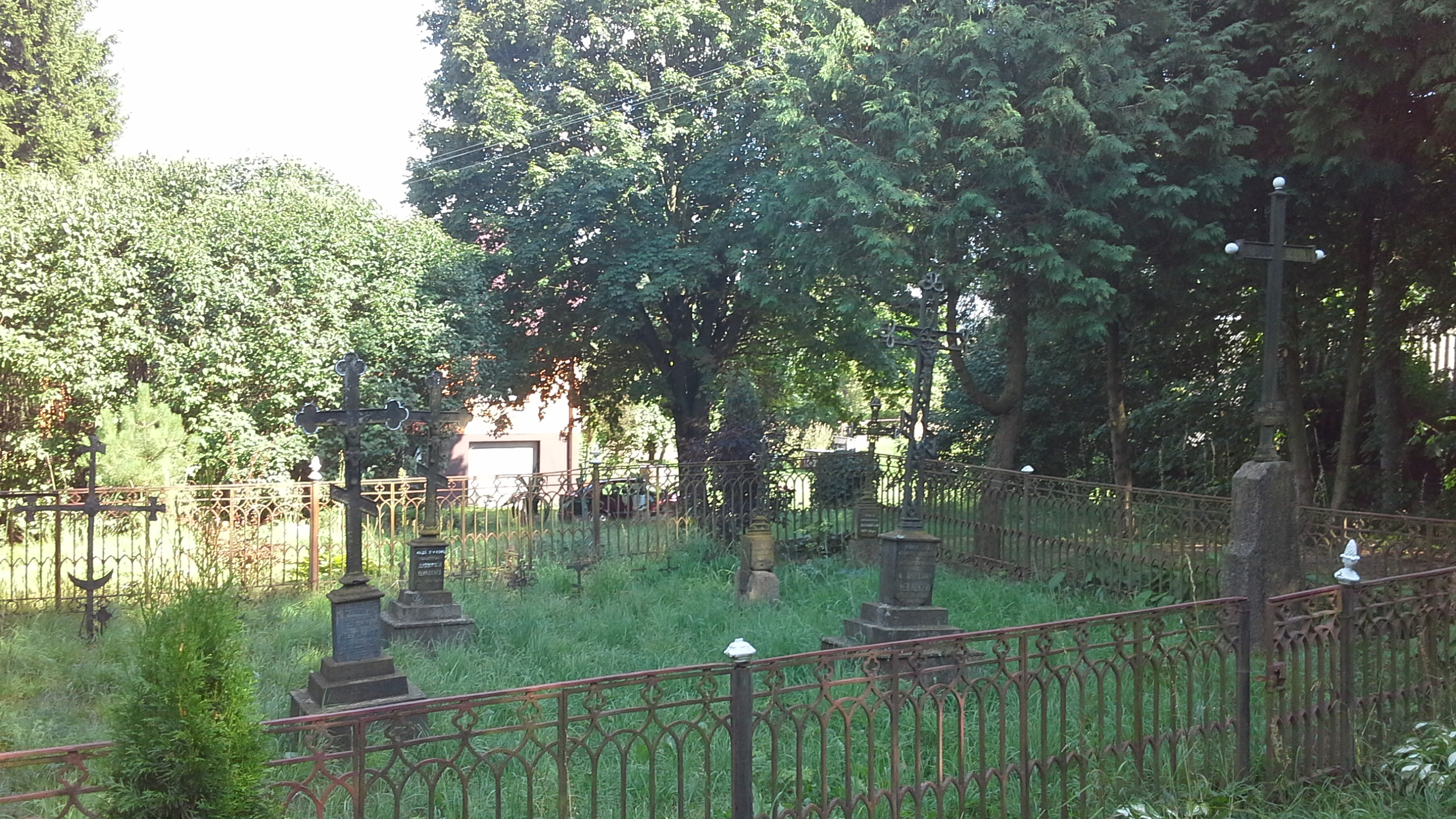
XIX-wieczne nagrobki rodziny Zielińskich w kwaterze za cerkwią w Kośnej

Cerkiew św. Mikołaja Cudotwórcy – prawosławna cerkiew parafialna w Kośnej. Należy do dekanatu Kleszczele diecezji warszawsko-bielskiej Polskiego Autokefalicznego Kościoła Prawosławnego.

## Położenie
Cerkiew znajduje się na niewielkim wzniesieniu, około 700 metrów w kierunku północno-wschodnim od końca zabudowy wsi Dasze.

## Historia

### Pierwsza cerkiew w Kośnej
W Kośnej funkcjonowała parafia unicka, podlegają diecezji włodzimiersko-brzeskiej. W 1797 razem z całym dekanatem drohiczyńskim znalazła się w unickiej diecezji supraskiej. W 1809, gdy car Aleksander I skasował tę administraturę, placówka duszpasterska ponownie znalazła się w diecezji włodzimiersko-brzeskiej. Patronem na początku XIX w. był św. Jozafat Kuncewicz.
W 1838 liczbę wiernych uczęszczających do świątyni oszacowano na 814 osób. Na początku tej samej dekady cerkiew w Kośnej zaliczono do najbiedniejszych świątyń unickich na Podlasiu. Wyposażenie świątyni w latach 30. XIX w. było silnie zlatynizowane (podobnie było z innymi cerkwiami unickimi na Podlasiu). Utensylia liturgiczne typowe dla bizantyjskiej tradycji liturgicznej ponownie umieszczono w niej w tej samej dekadzie, w ramach koordynowanej przez biskupa Józefa Siemaszkę akcji zbliżania obrządku unickiego do obrzędów Rosyjskiego Kościoła Prawosławnego, poprzedzającej masową konwersję unitów na prawosławie. W latach 30. XIX w. dla cerkwi zakupiono naczynia liturgiczne i darochranitielnicę, zaś w 1839 nieodpłatnie przekazano na jej rzecz cerkiewnosłowiański ewangeliarz i Apostoł. Wcześniej, w 1836, urządzono pomieszczenie ołtarzowe świątyni według wzorców prawosławnych, wstawiając do niej ołtarz, stół ofiarny i ikonostas. Ikony dla dwurzędowego ikonostasu miał napisać Konstanty Sosnowski, syn Antoniego, proboszcza parafii w Kleszczelach, ostatecznie nie wywiązał się on jednak z umowy zawartej z konsystorzem. Do 1837 z cerkwi usunięto również wstawione do niej w poprzednim stuleciu ołtarze boczne. Świątynia nigdy nie posiadała natomiast organów ani ambony.
Duchowni służący w Kośnej zgodzili się na konwersję na prawosławie w 1838. Na synodzie połockim placówka duszpasterska razem z pozostałymi parafiami unickimi na Podlasiu została włączona do Rosyjskiego Kościoła Prawosławnego.

### Cerkiew murowana
Murowaną cerkiew prawosławną w Kośnej zbudowano w 1881 na koszt skarbu państwa rosyjskiego.
W 1921 władze polskie odmówiły zarejestrowania cerkwi w Kośnej jako siedziby etatowej parafii prawosławnej. Świątynia została natomiast udostępniona duchowieństwu neounickiemu, część wiernych poparła neounię. W 1928 ludność ta poprosiła rzymskokatolicką diecezję wileńską o erygowanie parafii neounickiej; prośba ta została spełniona w 1936. Działaniom neounitów starali się przeciwdziałać miejscowi duchowni prawosławni. W 1929, w ramach akcji rewindykacji cerkwi prawosławnych, Kościół rzymskokatolicki sądownie starał się uzyskać tytuł własności do obiektu, lecz jego roszczenia zostały odrzucone. Po 1939 cerkiew ponownie przeszła w ręce prawosławnych.
W latach 90. XX w. cerkiew była remontowana (wymieniono zewnętrzne tynki i pokryto dach nową ocynkowaną blachą).

## Architektura
Cerkiew murowana, z wieżą-dzwonnicą od frontu. Otoczona kamiennym murem. W pobliżu prawosławny cmentarz.